# 锡金景天
锡金景天（学名：Sedum gagei）为景天科景天属的植物。分布在锡金、尼泊尔以及中国大陆的西藏等地，生长于海拔5,000米的地区，目前尚未由人工引种栽培。